# Uja

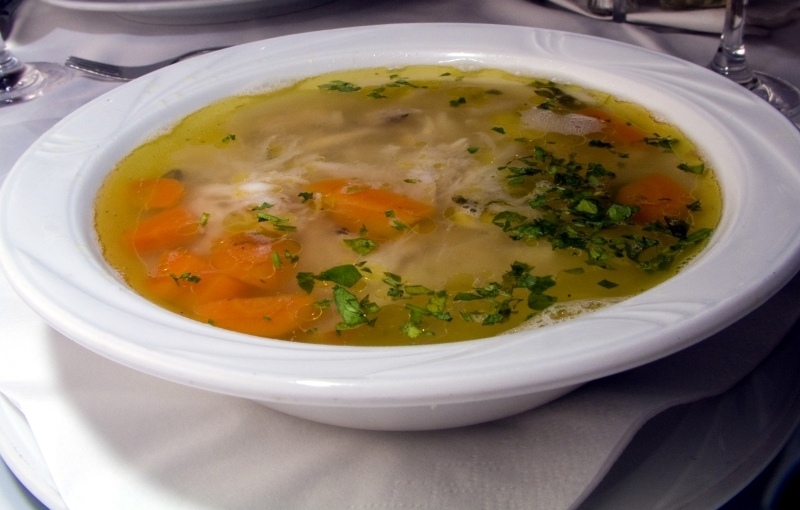
Ujá de rape.

Ujá (en ruso уха) se trata de una sopa rusa elaborada de salmón o bacalao. Suele elaborarse estofado junto con otras verduras como pueden ser patata, lima, etc. Esta sopa se hace con un caldo de pescado básico muy popular en Rusia al que se añaden verduras. Suele ser servida con perejil finamente picado y un vaso de vodka.